# Норт-Хартфордшир
Норт-Хартфордшир (англ. North Hertfordshire [nɔːrθ ˈhɑːrtfərdʃər]) — неметрополитенский район (англ. non-metropolitan district) в графстве Хартфордшир (Англия). Административный центр — город Летчуэрт.

## География
Район расположен в северной части графства Хартфордшир, граничит с графствами Бедфордшир и Кембриджшир.

## История
Район был образован 1 апреля 1974 года в результате объединения городских районов (англ. urban district) Болдок, Летчуэрт, Хитчин, Ройстон и сельского района (англ. rural district) Хитчин.

## Состав
В состав района входит 4 городов:
- Болдок
- Летчуэрт
- Ройстон
- Хитчин

и 32 общины (англ. civil parish).